# Blanca Martín Delgado
Blanca Martín Delgado, née le 2 mars 1976, est une femme politique espagnole membre du Parti socialiste ouvrier espagnol.
Elle est présidente de l'Assemblée d'Estrémadure depuis le 23 juin 2015.

## Biographie

### Profession
Elle est titulaire d'une licence en sciences politiques, spécialisée en analyse politique, obtenue à l'université complutense de Madrid. Elle possède un master en action électorale.

### Carrière politique
Elle adhère au PSOE à 21 ans et devient, trois années plus tard, membre du comité provincial du Parti socialiste de Cáceres-PSOE.
Élue députée à l'Assemblée d'Estrémadure en 2003 dans la circonscription de Cáceres, elle démissionne en 2007 après avoir été nommée conseillère du président d'Estrémadure Guillermo Fernández Vara. Elle occupe en 2011 les fonctions de chef de cabinet.
Elle est réélue députée autonomique en 2015. Le 23 juin suivant, Blanca Martín Delgado est désignée présidente de l'Assemblée.